# Jørgen Herman Vogt
Jørgen Herman Vogt,  född den 21 juli 1784 i Drammen, död den 12 januari 1862, var en norsk statsman, son till sorenskriver Nils Nilsen Vogt och Abigael Monrad.
Vogt blev student 1800 och ägnade sig först åt teologin, men tog juridisk examen 1806. Redan 1801 hade han emellertid fått anställning i danska räntekammaren, där han efter hand steg till högre poster. Efter faderns död skötte Vogt 1809-11 hans fögderi i Nordfjord.
Av riksförsamlingen i Eidsvold utsågs han 1814 till medlem av finanskommittén och blev 1818 expeditionssekreterare i Finansdepartementet samt medlem av kommittén för Norges lagstiftning. 1822 utnämndes han till statssekreterare och 1825 till statsråd.
Efter statsrådet Christian Kroghs död (1828) intog Vogt dennes plats i kommissionen för upprättande av förslag till ny kriminallag för Norge och lämnade på samma gång sin statsrådsbefattning. Denna återtog han 1836 som chef för Finansdepartementet, då greve Wedel blivit ståthållare.
År 1845 ställdes Vogt inför riksrätt på grund av vägrad sanktion på ett stortingsbeslut och av tillstyrkan till en provisorisk införseltull på järn, men frikändes den 8 november samma år. Han kvarstod också i sitt ämbete och var efter ståthållaren Løvenskiolds avgång regeringens främsta man 1856–58, varefter han tog avsked.
Vogt deltog till 1824 i utgivningen av Juridisk repertorium och Rigstidende. 1871 utgav Den norske historiske forening hans Optegnelser om sit liv og sin embedsvirksomhed (2 delar, 1871, 1895, omfattande tiden 1784–1858), som innehåller intressanta och viktiga bidrag till Norges historia efter 1814.
Som statsman var Vogt mycket konservativ, men arbetade förtjänstfullt på främjandet av landets näringar och lagstiftning. Flera av Norges viktigaste lagar var att tillskriva hans initiativ, såsom lagen om sportler, om handel och hantverk med flera.